# 被告
被告（ひこく、Defendant）とは、日本法上は、民事訴訟において訴訟を起こされた者をいい、第一審でのみ用いられる。 民事訴訟における訴えを起こされた側の当事者を言い、民事訴訟を起こした原告に対する言葉である。 
「被告人」と混同されやすいが、刑事訴訟で裁判所に公訴を提起するのは検察官であり、 「被告人」は、検察官に訴えられた人を指す。 

## 概要
被告は民事訴訟の第一審でのみ用いられる。 控訴審（第2審）では控訴人・被控訴人、上告審（第3審）では上告人・被上告人を用いる。控訴人や上告人は、第一審や第二審の判決に不服で上級裁判所に再審理を要求した人のこと。判決に不服なが控訴・上告するので、第一審や第二審の原告・被告いずれが控訴審などでどちらにあたるか決まっているわけではない。この要求をすることのできる人は、民事訴訟では第一審・第二審の敗訴者、刑事訴訟では検察官または被告人両者である。ただし、例えば控訴審などにおいて、双方が控訴した場合にはどちらも控訴人兼被控訴人（もしくは文脈により被控訴人兼控訴人）などとなるので、括弧書きにより「第一審原告」「第一審被告」とつけるなど実質上「原告」「被告」という言葉が使われることがある。
反訴が提起された場合、初めに起こされた訴訟の被告を「本訴被告」または単に「被告」と呼び、反訴の相手方を「反訴被告」と呼ぶ。反訴は本訴被告が提起することから、1対1の通常の訴訟では、本訴被告＝反訴原告、および本訴原告＝反訴被告の関係が成り立つ。
非訟事件や調停事件においては、申立てを起こされた側の当事者を「相手方」と呼ぶ。民事執行手続、督促手続や保全手続においては、申立てを起こされた側の当事者を「債務者」と呼ぶ。

## マスコミ報道における用法
刑事訴訟において罪を犯したとして公訴を提起（起訴）された当事者を指す「被告人」について、報道では実名の後に「被告」という呼称を付けることが一般的で、場合によっては被告人の状況にある人物のことを「被告」と呼ぶことがある。
これらは民事訴訟における被告とは異なるものであり、正式な法律用語ではなく、刑事訴訟では「被告」という言葉は使われない  。
被告という法律用語は、本来、民事訴訟を起こされた側の当事者という意味しかないものの、被告人という言葉と似ているのに加え、上記のように報道では「○○被告」という呼称がされることから、民事訴訟における被告にも、犯罪の嫌疑がかけられているかのような印象を与え、被告本人が「自分は何も悪いことはしていない」などと勘違いしてしまう点が問題として指摘されている 。